# 北アイルランド運輸持株会社
北アイルランド運輸持株会社 (Northern Ireland Transport Holding Company、NITHCo) は1967年にアルスター交通局 (Ulster Transport Authority、UTA) の鉄道事業およびバス事業、すなわち北アイルランド鉄道 (NIR) とアルスターバスを継承するため設立された政府所有の制定法会社である。1967年北アイルランド運輸法により設立された。 
1973年にはシティバスがベルファスト市運輸局のバス路線を継承した。 
1971年から1994年まで、NITHCoは子会社の北アイルランド空港会社 (Northern Ireland Airports Limited、NIAL) を通じてベルファスト国際空港を運営していたが、1994年に政府はベルファスト国際空港会社 (Belfast International Airport Limited、BIAL) を設立して北アイルランド空港会社を移管した。その上で、買収受け皿会社ベルファスト国際空港ホールディングス (Belfast International Airport Holdings Ltd) にベルファスト国際空港会社を買収させた。 
1996年、トランスリンク (Translink) のブランドを立ち上げ、アルスターバス、NIRおよびシティバスのサービスを統合した。 